# Хенса
Хенса (Хененсаюв) — нубійська цариця часів 25-ої династії Єгипту.
Хенса названа дружиною фараона та сестрою фараона разом із фараоном Піанхі. Це свідчить про те, що вона є сестрою-дружиною фараона і, отже, ймовірно, дочкою Кашти та Пебаджми.
|             |      |    |
| \| \| \| \| |      |    |
|             |      |    |
| Aa1 · n · n | Aa17 | E9 |

| Aa1 · n · n | Aa17 | E9 |

|             |      |    |
| \| \| \| \| |      |    |
|             |      |    |
| Aa1 · n · n | Aa17 | E9 |

| Aa1 · n · n | Aa17 | E9 |

|             |      |    |
| \| \| \| \| |      |    |
|             |      |    |
| Aa1 · n · n | Aa17 | E9 |

| Aa1 · n · n | Aa17 | E9 |

|             |      |    |
| \| \| \| \| |      |    |
|             |      |    |
| Aa1 · n · n | Aa17 | E9 |

| Aa1 · n · n | Aa17 | E9 |

Її повні титули включають: Благородна леді (iryt p't), Велика похвала (wrt hzwt), Солодке кохання (bnrt mrwt), Кохана Ваджет (mryt w3Dt), Володарка благодаті (nbt im3t), Леді всіх жінок (hnwt hmwt nbwt), Дружина царя (hmt niswt), Дружина Великого царя (hmt niswt wrt), Леді Верхнього та Нижнього Єгипту (hnwt Sm'w mhw), Леді Двох Земель (hnwt t3wy), Дочка царя (s3t niswt), Сестра царя (snt niswt), і та, хто щодня заспокоює царя (shtp niswt m hrt hrw).
Хенса засвідчена на статуї Лувра E 3915 — з Пійє — присвяченій богині Баст. Її поховали в піраміді в ель-Курру (Ku4). Гробниця все ще містила частини похоронного обладнання цариці, такі як стіл для жертвоприношень, вази, канопічні глеки тощо.